# Atractodes exitialis
Atractodes exitialis là một loài tò vò trong họ Ichneumonidae.